# Cyanodiscus glabrescens
Cyanodiscus glabrescens är en svampart som beskrevs av H.D. Gómez 1998. Cyanodiscus glabrescens ingår i släktet Cyanodiscus och familjen Saccardiaceae.   Inga underarter finns listade i Catalogue of Life.